# Jozef Vajda
Jozef Vajda (* 31. července 1955, Žilina) je slovenský divadelní, televizní, rozhlasový a dabingový herec.

## Biografie
Vystudoval Vysokou školu múzických umění v Bratislavě (1977). V letech 1977–1980 účinkoval v Poetickém souboru Nové scény. V Činohře Slovenského národného divadla působí od roku 1980.
Mnohokrát získal Cenu Litfondu za různé postavy v divadelních hrách. V roce 1998 byl nominovaný na ocenění DOSKY, v roce 2004 na cenu Krištáľové krídlo a cenu IGRIC. V roku 2002 získal ocenení Zlatá slučka za výkon v dabingu.
Daboval mnoho amerických herců do slovenštiny, například Sylvestera Stallona, Michaela Douglase, Arnolda Schwarzeneggera a jiné.
Zahrál si v mnoha slovenských televizních seriálech, mezi hlavní postavy patřil např. v seriálech Hoď svišťom a Ordinácia v ružovej záhrade.

## Ocenění
- 2002 – Zlatá slučka v kategorii Nejlepší mužský herecký dabingový výkon[1]
- 2015 – Krištáľové krídlo za rok 2014 v kategorii Divadlo a audiovizuální umění[2]

## Tvorba

### Seriály
- Mongolské rozprávky
- Rozprávky pätnástich sestier, 1982
- Povstalecká história, 1984
- Alžbetin dvor, 1986
- Štúrovci (Samko Štúr), 1991
- Erotikon, 1995
- Konec velkých prázdnin (Bohdan Černiak), 1996
- Bakalárske návraty 1998
- Ordinácia v ružovej záhrade (MUDr. Viktor Mažár), 2007
- Panelák (Goran), 2008
- Profesionáli (Vladimír Bojo), 2008
- OVCE.sk, 2009
- Hoď svišťom, 2011
- Horúca krv, 2012
- Hlavne, že sa máme radi..., 2013
- Bezdružice, 2015
- Zoo, 2016
- Divoký Zapadákov, 2017
- Prázdniny, 2018
- Ministri, 2018
- Za sklom, 2019
- Nový život, 2020
- Najhorší týždeň môjho života, 2021

### Knihy
- Lešková, Katarína, Vajda, Jozef: Moja cesta, Umelecká agentúra J&J, 2013, ISBN 978-80-971464-0-5.[3]